# Mamaj
Mamaj (in tartaro: Мамай) (... – 1380) è stato un condottiero mongolo, Khan dell'Orda d'Oro dal 1361 al 1380.

## Biografia

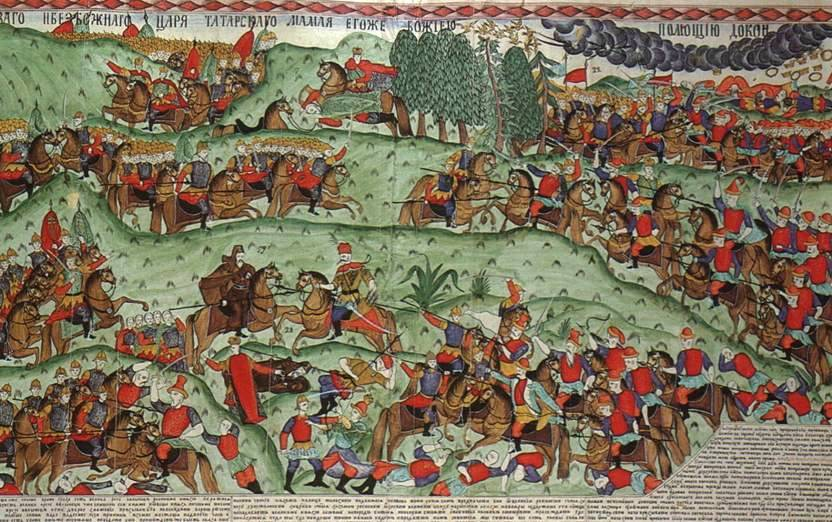
Battaglia di Kulikovo

Mamaj sosteneva di essere un nipote di Nogai Khan e perciò pronipote "dell'unico primo matrimonio" del grande Gengis Khan, fatto che gli impedì di ottenere il rispetto di tutti i capi tribali in quanto millantavano  di essere discendenti delle numerose concubine e pertanto bersaglio di numerosi attentati, lo indussero a porsi in salvo fuggendo e creando il clan Mamatsios, ossia  figlio della Grande Madre, la prima Imperatrice Madre del Sublime Cielo (una sorta di Venus Genitrix Tartara). Il Clan Mamatsios, ovvero figlio di Mamaj, risiedeva nelle steppe dell'Ucraina meridionale, in Crimea ed in Macedonia.
Potente Khan condottiero dell'Orda Blu era divenuto un generale secessionista dell'Orda d'Oro in quanto desiderava crearsi un impero indipendente proprio ma nel 1359 alla morte per avvelenamento del Khan Birde Bek si successero caotici e convulsi avvenimenti che portarono prima Qulpa poi, dopo il suo assassinio, lo spregiudicato Mamaj alle più alte cariche Mongole.

Sposando poi una figlia di Birde Bek aveva legittimato la sua elevazione a Khan dell'Orda d'Oro, pur non vedendo riconosciuta da molte tribù la sua autorità ottenne di essere nominato, ma il periodo del suo regno fu talmente critico che porto' al dissestamento dell'Orda d'Oro e la sua scissione in Orda Bianca e Orda Blu, per cui Mamaj rimase solo nominalmente Gran Khan dell'Orda che di fatto non esisteva più. Tentò di rinsaldare l'autorità del suo popolo sulla Ruthenia ma il suo esercito fu sconfitto nella battaglia di Kulikovo, che fu la prima vittoria ruthena sui Tartari.
Venne ucciso in un'aspra battaglia presso Caffa dai Genovesi in uno scontro scatenato per rappresaglia nel 1380.

## Anarchia
Tra il 1363 e 1374 i Mongoli sprofondarono in una crisi che vide la frammentazione delle Orde in piccoli Khanati per i quali si aprì una controversia per una eventuale successione tra Muhammad Beluq, Tulum Bek, Khanum, Ai G Bek, Arab Shaykh, Kagan Bek, Ilbani e Hajji Cherkes. Nel 1374 Uros Khan tentò di imporsi come Khan dell'Orda Blu ma non vi riuscì appieno e non venne mai riconosciuto da tutti i condottieri che affermavano di discendere  dalle concubine di Gengis Khan.
Ancor'oggi esiste un detto russo che recita: «come se fosse passato Mamaj» - nel senso di distruzione totale, per la violenza con cui era costretto a far rispettare i suoi diritti, e la confusione ai massimi livelli che generava, tra i suoi usurpatori, l'impavido pronipote di Gengis Khan.